# Solanum neocardenasii
Espèce
Solanum neocardenasii est une espèce de plantes à fleurs de la famille des Solanaceae. C'est un plante herbacée tubéreuse originaire des montagnes de Bolivie. Elle est apparentée à la pomme de terre cultivée, mais contrairement à celle-ci, elle est diploïde (2n = 2x = 24).